# Gebeno von Eberbach
Gebeno von Eberbach (auch Gebeno Eberbacensis)  war ein deutscher Geistlicher.

## Leben
Er war der Autor der mittelalterlichen Schrift Pentachronon sive speculum futurorum temporum („Fünfzeitenbuch oder Spiegel der künftigen Zeiten“), das er um 1220 als Prior des Zisterzienser-Klosters Eberbach im Rheingau verfasste. Die Informationen über seinen Lebensgang sind spärlich und ergeben sich im Wesentlichen aus der genannten Schrift selbst sowie einigen wenigen Erwähnungen in Dokumenten der Geschichte Eberbachs. Demnach war er ab 1213 Subprior, 1215–1221 Prior, 1222 erscheint er als Hospitalar und Cellerar.
Das „Pentachronon“ ist in etwa 200 mittelalterlichen Handschriften erhalten, und 2004 wurde es von Jose Carlos Santos Paz kritisch ediert. Seine Bedeutung und weitere Verbreitung verdankt es dem Umstand, dass es, als Kompilation von Aussagen aus den Schriften der Hildegard von Bingen verfasst, im Spätmittelalter als Handbuch über das Weltende fungierte. Inhaltlich gehört das Pentachronon in den Bereich des deutschen Geschichtssymbolismus und war sowohl gegen die aufsteigende scholastische Theologie als auch gegen die Geschichtstheologie des Joachim von Fiore gerichtet. Formal gehört es in die zeitgenössisch entstehende Gattung der Specula, unter denen handbuchartige Zusammenstellungen thematisch zusammengehöriger Texte verstanden wurden.